# Civilització zapoteca

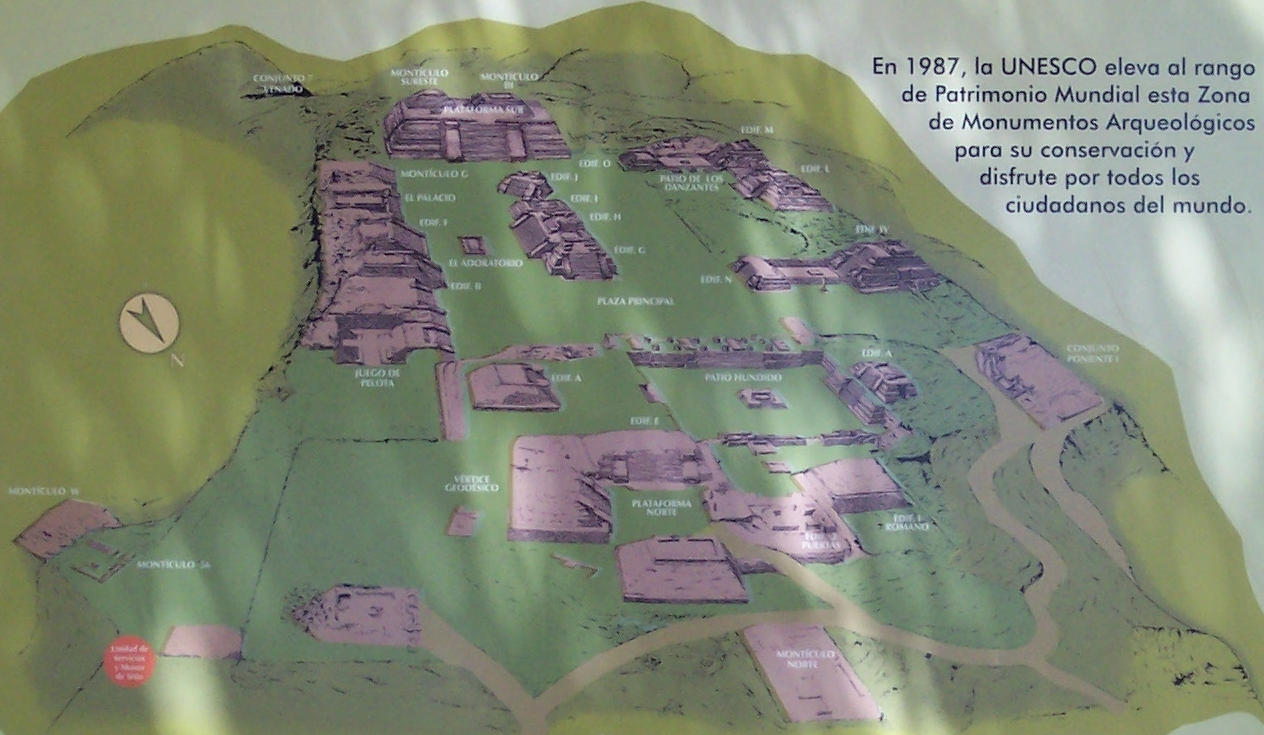
Mapa de Monte Albán

La civilització zapoteca es va desenvolupar al territori que avui dia comprèn l'estat d'Oaxaca a Mèxic. L'evidència arqueològica que ha sobreviscut data de més de 2500 anys, i inclou la ciutat antiga de Monte Albán, on es troben diversos edificis, pistes de joc de pilota, necròpolis magnificents decorades amb frescs, terrasses escalonades, grans places per a les processons i actes de culte i observatoris astronòmics.
Els zapoteques van desenvolupar un calendari i un sistema d'escriptura logo-fonètic que utilitzava un símbol per a representar cadascuna de les síl·labes de la llengua. Aquest sistema d'escriptura és considerat la base d'altres sistemes mesoamericans desenvolupats pels maies, mixteques i asteques. A la capital asteca, la ciutat de Tenochtitlan, habitaven artesans zapoteques i mixteques l'ocupació dels quals era la producció de joieria pels tlatoanis o emperadors. També s'han trobat restes de barris zapoteques a les ruïnes de la ciutat de Teotihuacan, cosa que suggereix que hi havia contactes entre els zapoteques i els pobles del centre de Mèxic, molt abans de l'arribada dels asteques a aquesta regió.
En l'època de la conquesta de Mèxic els zapoteques eren independents dels asteques. Van derrotar els espanyols durant les primeres campanyes el 1522 i 1527, i no serien subjugats sinó fins al 1551. Eren un poble sedentari amb una civilització avançada que vivia en grans pobles i ciutats. Van registrar els esdeveniments principals de llur història amb jeroglífics.

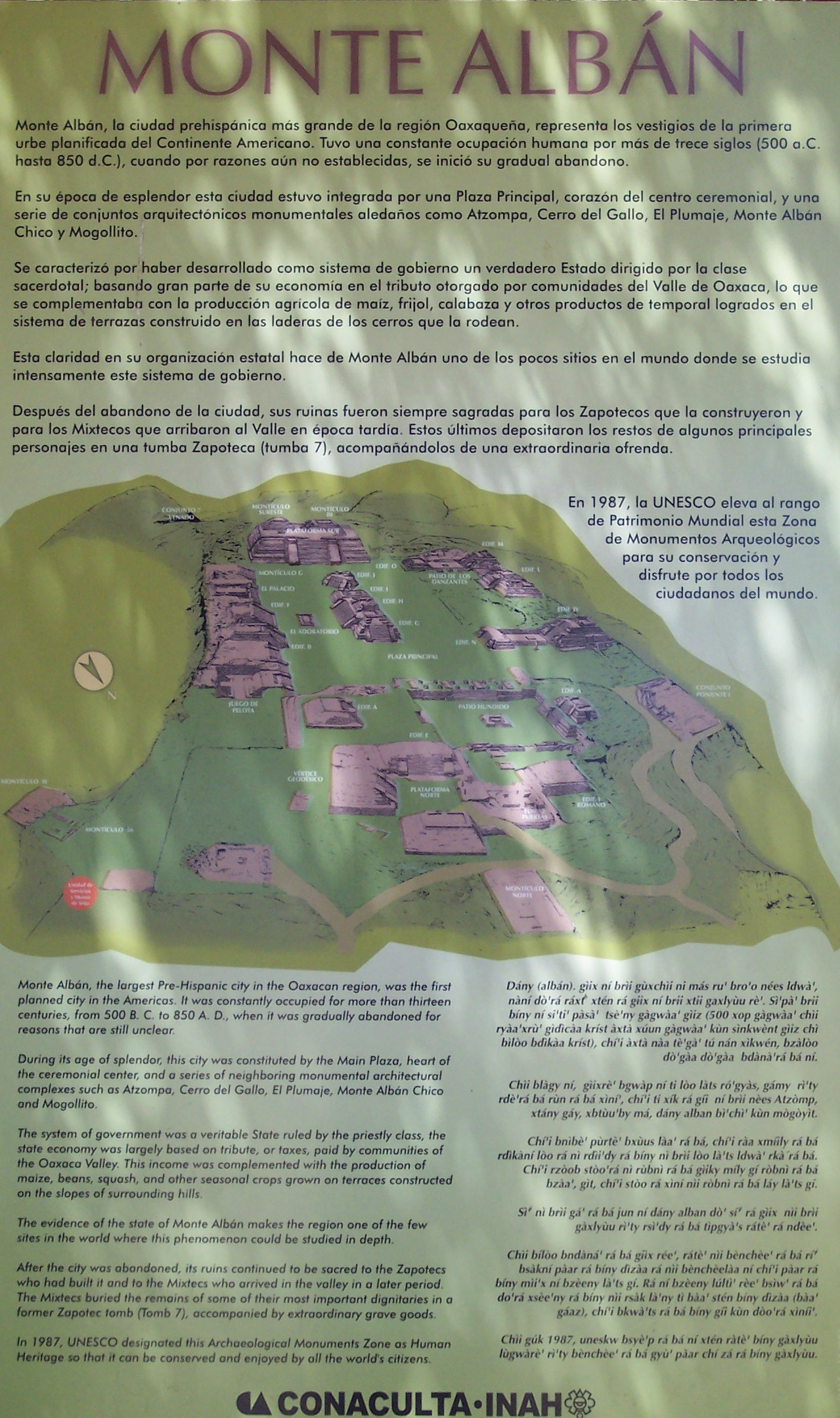
Cartell de Monte Albán

Avui dia viuen més de 700.000 zapoteques a Mèxic. La majoria encara parla la seva llengua nadiua zapoteca. Encara que van convertir-se a la religió catòlica dels conquistadors, algunes costums i creences antigues sobreviuen. Els primers missioners a treballar amb els zapoteques foren Bartolomé de Olmeda i Juan Díaz. El president més famós de la història de Mèxic, Benito Juárez era un indígena zapoteca.